# Nergis Mavalvala
Nergis Mavalvala, née en 1968 à Lahore, est une astrophysicienne américano-pakistanaise connue pour son rôle dans la première observation des ondes gravitationnelles. Elle est professeur d'astrophysique à l'Institut de Technologie du Massachusetts (MIT), où elle est également la directrice associée du Département de Physique. Bénéficiaire d'un prix MacArthur en 2010,, Mavalvala est surtout célèbre pour son travail sur la détection des ondes gravitationnelles au Laser Interferometer Gravitational-Wave Observatory (LIGO),,, mais elle a également obtenu des résultats importants dans d'autres domaines de la physique liés au LIGO. Elle a par exemple effectué des expériences pionnières sur le refroidissement laser d'objets macroscopiques,, mais a aussi travaillé sur les états quantiques de la lumière.

## Jeunesse
Nergis Mavalvala nait à Lahore dans une famille Parsi, où elle est éduquée dans la doctrine zoroastrienne. Elle est élevée à Karachi, au Pakistan. Elle fréquente le couvent de Jésus et de Marie, où elle obtient les Niveaux O et A de qualifications. Elle déménage aux États-Unis en 1986 et s'inscrit à l'université féminine Wellesley College, où elle est diplômée en physique et en astronomie en 1990. Elle obtient son doctorat en physique au Massachusetts Institute of Technology (MIT) en 1997.

## Carrière
Étudiante au MIT, elle poursuit sa thèse sous la direction de Rainer Weiss. Mavalvala développe un prototype d'interféromètre laser pour détecter les ondes gravitationnelles. Après ses études, elle est chercheuse postdoctorale, puis chercheuse à l'Institut de Technologie de Californie, travaillant sur le LIGO. Nergis Mavalvala rejoint la faculté de physique du MIT en 2002.

### Découverte des ondes gravitationnelles
Mavalvala est dans l'équipe de scientifiques qui, pour la première fois, observe des vagues dans le tissu de l'espace-temps, appelées couramment ondes gravitationnelles. Cette découverte est dévoilée au public le 11 février 2016. Cette détection confirme l'une des principales prédictions de la théorie de la relativité générale d'Albert Einstein, formulée en 1915.
Après l'annonce de cette découverte, elle devient une célébrité au Pakistan, son pays de naissance. Elle déclare à la presse « nous sommes les témoins de l'ouverture d'un nouvel outil pour faire de l'astronomie »,.
Lors d'une interview avec le journal Pakistanais Dawn, après la détection des ondes gravitationnelles, elle affirme avoir été déroutée par l'intérêt du public porté sur ses recherches au Pakistan. Elle affirme « j'ai vraiment pensé à ce que je voulais que les gens sachent au Pakistan, comme j'ai gagné une certaine attention. Tout le monde devrait être en mesure de réussir, peu importe que l'on soit une femme, issu d'une minorité religieuse ou gay. ça n'a tout simplement pas d'importance. ». Une déclaration du Premier Ministre du Pakistan Nawaz Sharif salue Nergis Mavalvala, la définissant comme une source d'inspiration pour les Pakistanais, les scientifiques, et les étudiants qui aspirent à devenir de futurs scientifiques. Il a également déclaré que « l'ensemble de la nation est fière de sa précieuse contribution ».
Le 20 février 2016, l'Ambassadeur du Pakistan aux États-Unis Jalil Abbas Jilani a donné de la part du Gouvernement du Pakistan un message de félicitation à la chercheuse pour ses réalisations exceptionnelles dans le domaine de l'astrophysique. Il l'a également invitée à visiter le Pakistan, ce qu'elle a accepté,,,.

### Contributions sur le refroidissement d'atomes par laser
Le refroidissement optique de miroirs à une température proche du zéro absolu peut aider à éliminer le bruit de mesure découlant de vibrations thermiques. Une partie du travail de Nergis Mavalvala porte sur l'extension du refroidissement laser pour piéger de plus en plus d'objets massifs, à la fois dans le cadre du projet LIGO, mais aussi pour d'autres applications, par exemple pour permettre l'observation de phénomènes quantiques dans les objets macroscopiques. Des résultats importants ont été observés par son équipe sur cette thématique. Cela inclut notamment le refroidissement d'un objet d'échelle centimétrique, à une température de 0.8 kelvin et l'observation d'un pendule de 2,7 kilogrammes proche de son état quantique fondamental. Ces expériences jettent les bases de l'observation du comportement quantique d'objets de taille humaine.

### États quantiques de la lumière
Nergis Mavalvala a également travaillé sur le développement des états quantiques de la lumière, et en particulier sur la génération de lumière dans les états quantiques cohérents,,. Par l'injection de ces états dans les interféromètres de Michelson, les détecteurs du LIGO, son équipe a amélioré la sensibilité de la détection en y réduisant le bruit quantique. Ces états ont en outre de nombreuses autres applications en physique expérimentale.

## Vie privée
Lesbienne, elle et sa compagne ont un enfant. Elles résident à Cambridge, dans le Massachusetts. Mavalvala a de la famille éloignée à Karachi, et a visité la ville en 2010,,,,.